# Pentagenia robusta
Pentagenia robusta és una espècie extinta d'insectes efemeròpters pertanyents a la família Ephemeridae. Era una espècie d'efímeres endèmica per als Estats Units.